# Feldessbesteck

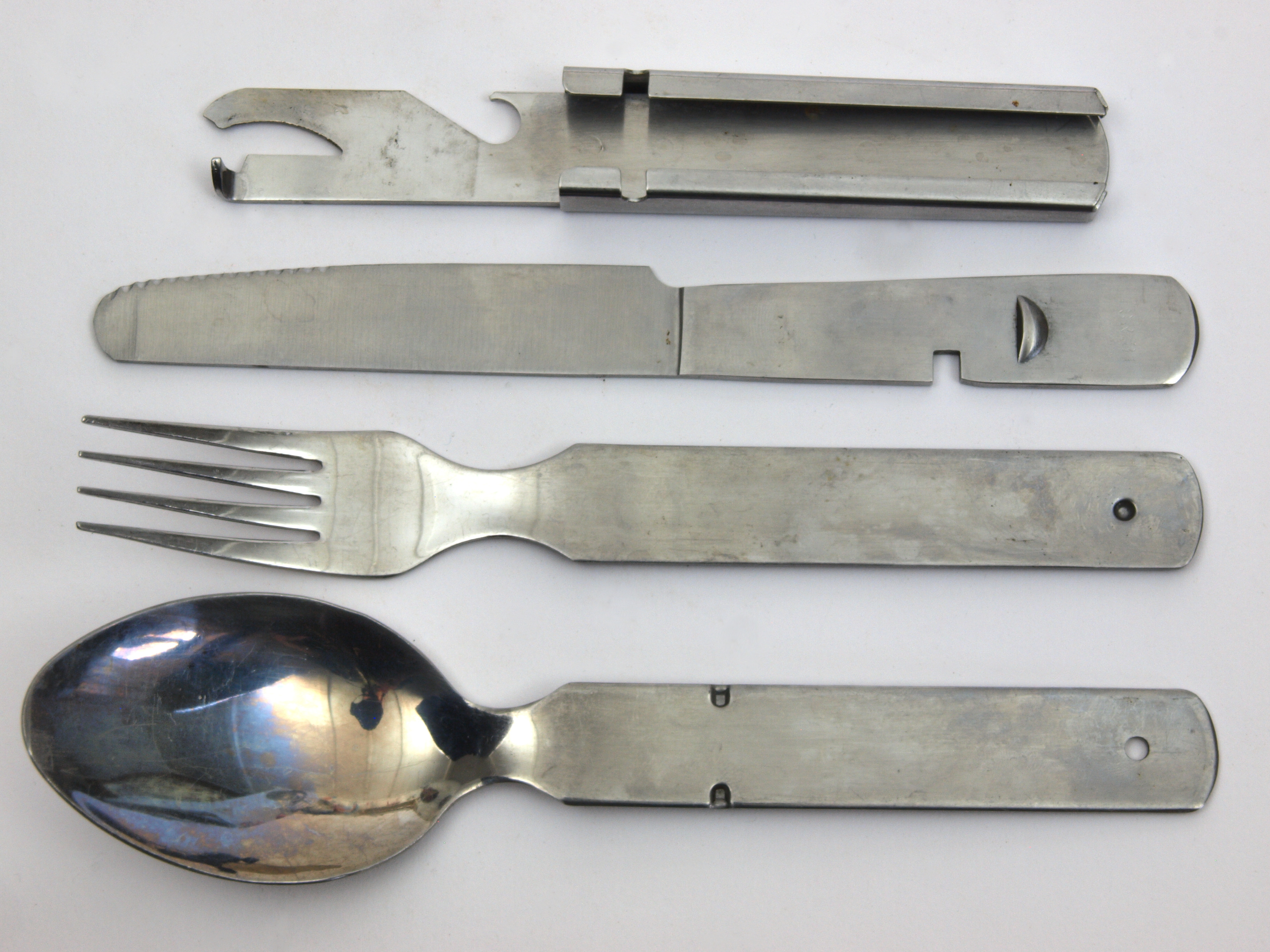
Feldessbesteck der Bundeswehr

Ein Feldessbesteck ist ein spezielles Essbesteck, das hauptsächlich als Ausrüstungsgegenstand beim Militär verwendet wird.

## Konzept
Im Unterschied zu einem Feldmesser ist das Feldbesteck für die Nahrungsaufnahme konzipiert und nicht als Kampfmesser gedacht. Das Feldbesteck hat dabei die Aufgabe, mit geringerem Gewicht einen hohen Funktionsumfang zu gewährleisten. So kann man mit einem Feldbesteck häufig auch Dosen, Flaschen oder Weinflaschen öffnen. Im Regelfall werden rostfreie Stähle verwendet, früher häufig auch Aluminium. Zusätzlich sind die Soldaten mit einer Feldflasche und einem Essgeschirr ausgestattet.

## Deutschland

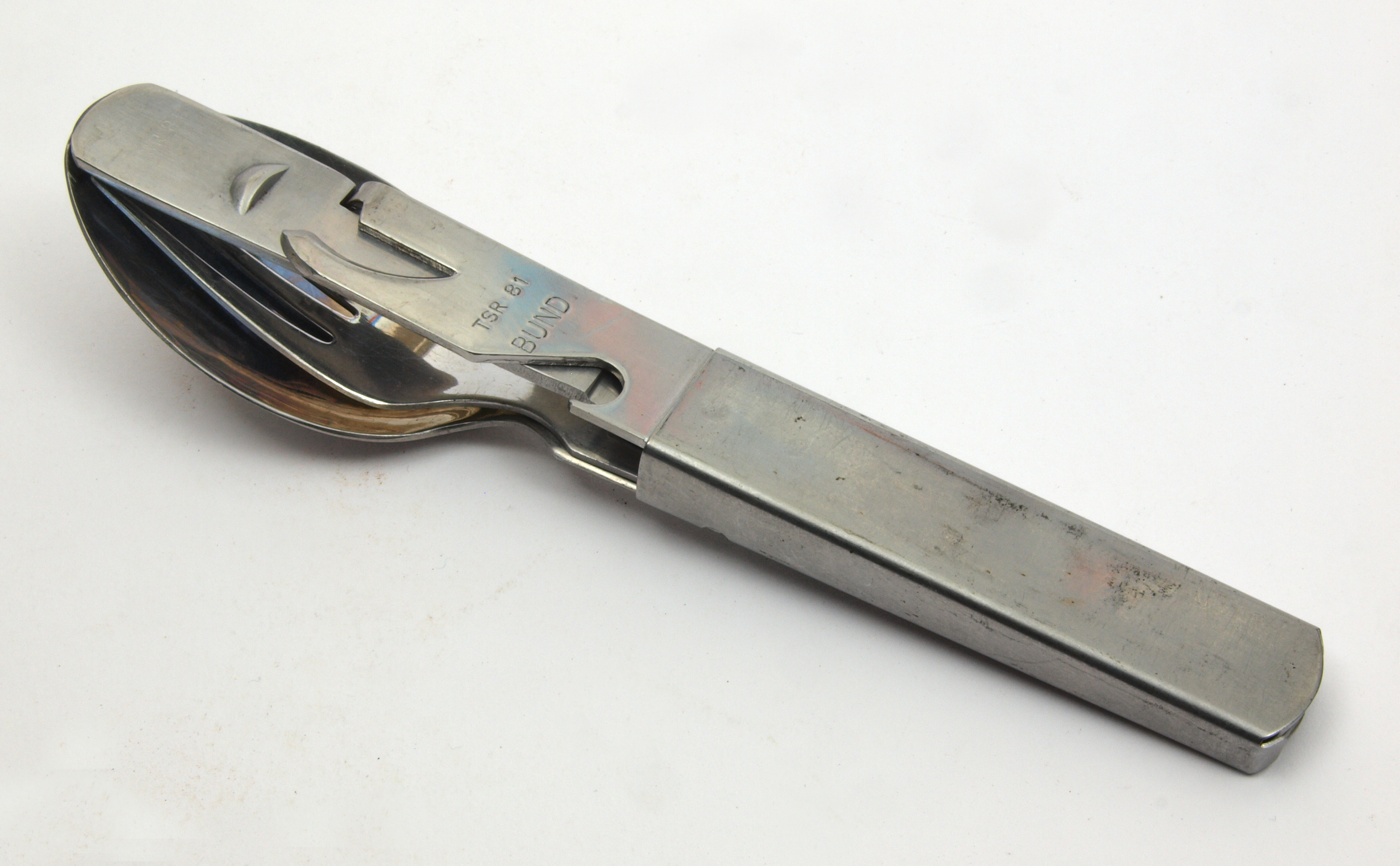
Feldessbesteck der Bundeswehr

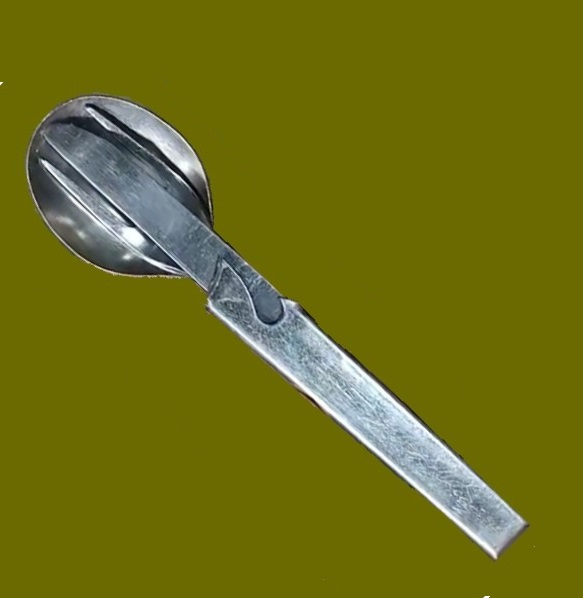
Feldessbesteck der ehemaligen NVA

Durch die allgemeine Kabinettsorder von 1867 wurde die Ausrüstung der preußischen Soldaten erstmals normiert. In der Reichswehr und Wehrmacht wurde zunächst der „Göffel“, eine Kombination aus Gabel und Löffel mit einer Niete drehbar verbunden, genutzt. Um 1940 wurde in der Wehrmacht ein vierteiliges Feldessbesteck mit Messer, Gabel, Löffel und Besteckhalter, gleichzeitig als Flaschen- und Dosenöffner nutzbar, verwendet. Gemäß Verfügung von Juli 1940 war dieses Essbesteck aus rostfreiem Stahl zu fertigen.
Das heutige Bundeswehr-Feldessbesteck (siehe Foto) und das der ehemaligen NVA basiert auf dem früheren Besteck der Wehrmacht.

## Österreich
Das Feldessbesteck des Bundesheeres ist vierteilig. Es besteht aus Löffel, Gabel, Messer und einem Dosenöffner. Es handelt sich um ein vollwertiges Besteck, da das Glock Feldmesser nicht für die Nahrungsaufnahme geeignet ist.

## Schweiz

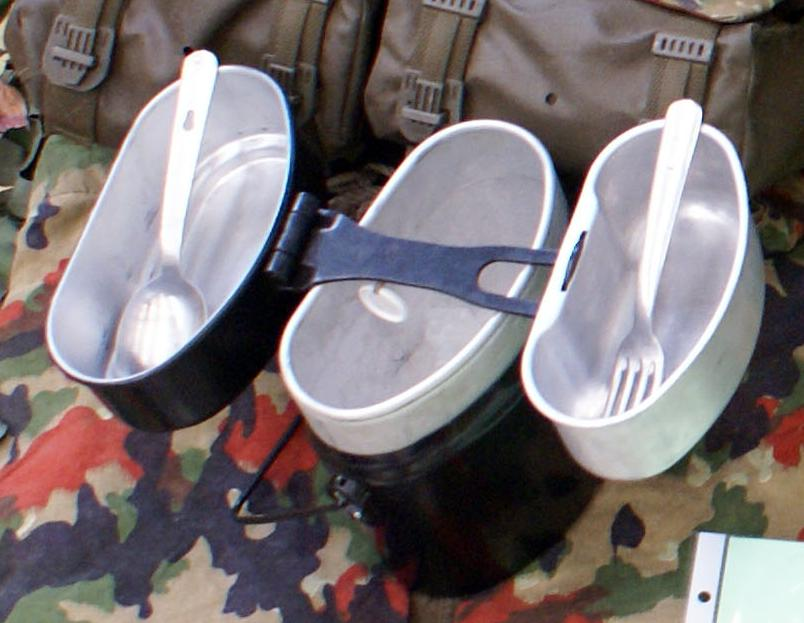
Gamelle und Feldbesteck der Schweizer Armee

Das Schweizer Ordonnanz-Militäressbesteck besteht lediglich aus einem Löffel und einer Gabel. Im Gegensatz zu den Österreichern gehen die Schweizer davon aus, dass ihr Soldatenmesser 08 auch für die Nahrungszubereitung und Aufnahme verwendet wird. Mit dem SAK 08 sollen auch Dosen und Flaschen geöffnet werden. Hersteller des Militärbestecks ist die Firma SOLA aus Luzern.

## Finnland

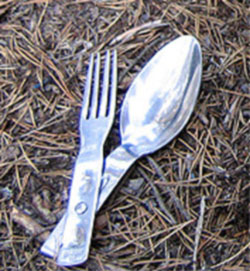
Feldbesteck der finnischen Armee.

Die Finnen verwenden eine faltbare Gabel-Löffel-Kombination. Sie wird als Lusikkahaarukka oder in Kurzform LuHa bezeichnet (Lusikka Finnisch für Löffel und Haarukka Finnisch für Gabel). Hersteller ist die Firma Hackman. Sie gilt als der am längsten unveränderte Ausrüstungsgegenstand der finnischen Armee. Der Ursprungsentwurf basierte auf dem Göffel der Reichswehr. Als Messer verwenden die Finnen den Puukko.

## Frankreich

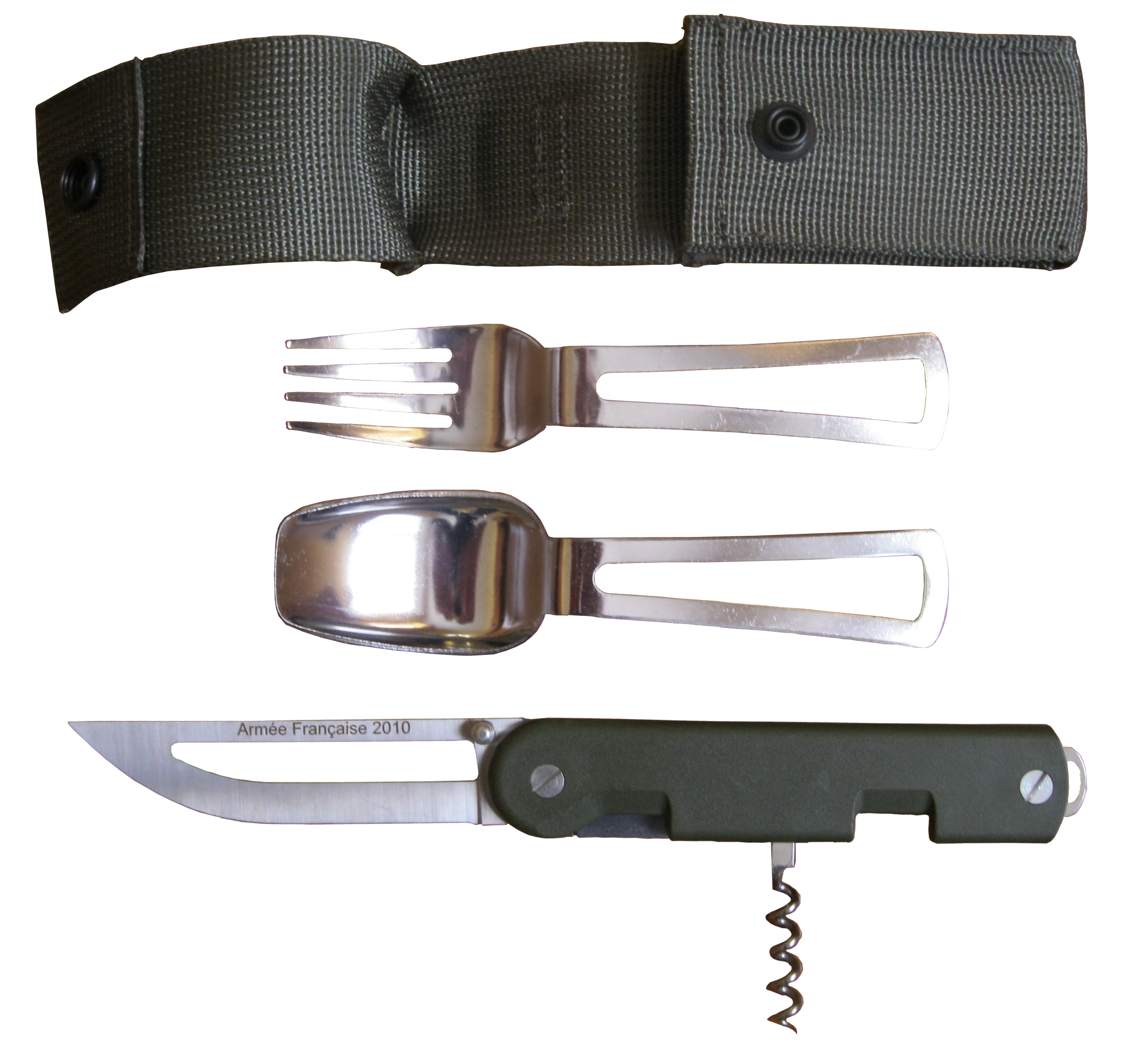
Baroudeur-Feldbesteck der französischen Armee

Die französische Armee hatte das in Frankreich beliebte Campingessbesteck Tatou ab 1979 eingeführt. Dabei handelt es sich um Klappmesser, das in seinem Griff einen Dosenöffner integriert hat. Ein kleiner Löffel und eine Gabel sind aufsteckbar. Abgelöst wurde es durch das Bivouac des Herstellers Tarrerias Bonjean. Das Bivouac hatte im Gegensatz zum Tatou einen Korkenzieher für Weinflaschen integriert. Von 2001 bis 2017 wurde das Feldmesser le baroudeur eingesetzt. Dieses Messer ist deutlich robuster als der Vorgänger. Hier waren der Löffel und die Gabel nicht mehr Bestandteil des Messers. Auch dieses Messer hat einen integrierten Korkenzieher.